# Style lillois à arcures

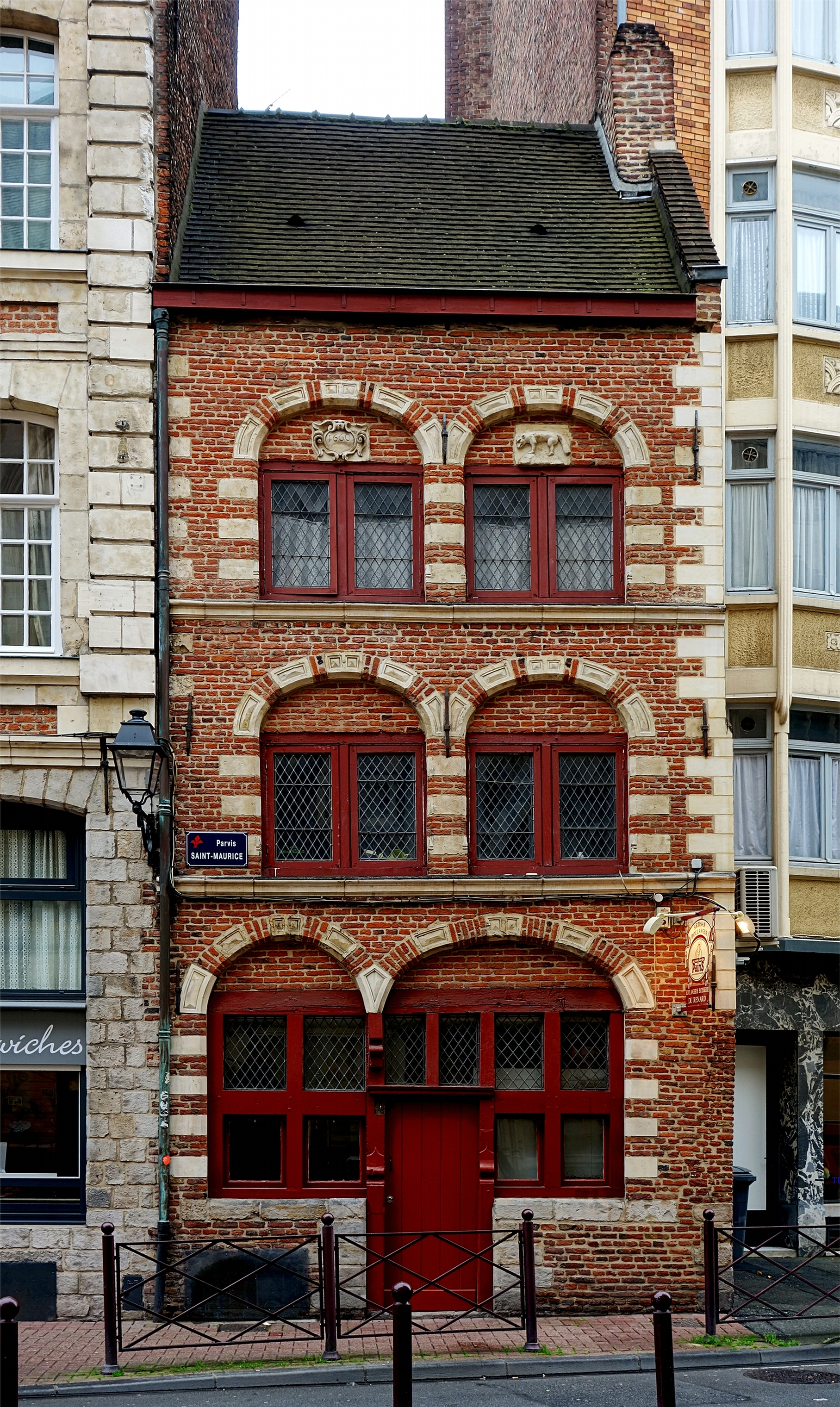
La maison du renard au 8bis parvis Saint-Maurice.

Le style lillois à arcures, nommé ainsi en raison de ses arcs de décharge en forme d'anse de panier, est un style architectural qui prédomine au XVIIe siècle dans l'architecture civile à Lille, une ville du département français du Nord en région Hauts-de-France.

## Description
Le style utilise les principaux matériaux traditionnels utilisés dans les constructions régionales : grès, pierre calcaire blanche et brique rouge clair pour les façades, tuile ou ardoise en toiture. Le bois n'est plus utilisé pour le revêtement de la maison depuis son interdiction en 1567 mais il continue d'en constituer la structure.
La principale caractéristique de ce style réside dans l'aspect des baies (portes et fenêtres) qui sont surmontées d'un arc de décharge en anse de panier, les claveaux de l'arc étant réalisés avec une alternance de brique rouge et de pierre calcaire. Les claveaux en pierre calcaire sont par ailleurs souvent taillés à pointe-de-diamant. Les piédroits flanquant les baies comportent un chaînage alternant brique rouge et pierre calcaire. Les tympans sous les arcs sont en brique et sont parfois ornés d'un cartouche. Les fenêtres à croisée (meneau et traverse), les châssis des fenêtres et des portes sont en bois. Les fenêtres possèdent par ailleurs des croisillons en plomb horizontaux ou inclinés à 45°.
L'autre caractéristique principale de ce style est qu'au rez-de-chaussée, les portes et les fenêtres sont souvent situées sous un même arc : cette particularité lilloise va d'ailleurs être reprise dans des styles ultérieurs jusqu'au XVIIIe siècle.
Le style utilise par ailleurs de nombreux éléments repris à l'architecture traditionnelle : chaînages d'angle en besace, pignon à gradins, volets en bois dans la partie basse des fenêtres à croisées.

## Pastiche
Une maison de style éclectique de la fin du XIXe siècle 28 rue Catel-Béghin dans le quartier Vauban-Esquermes s'inspire du stylé lillois à arcures.

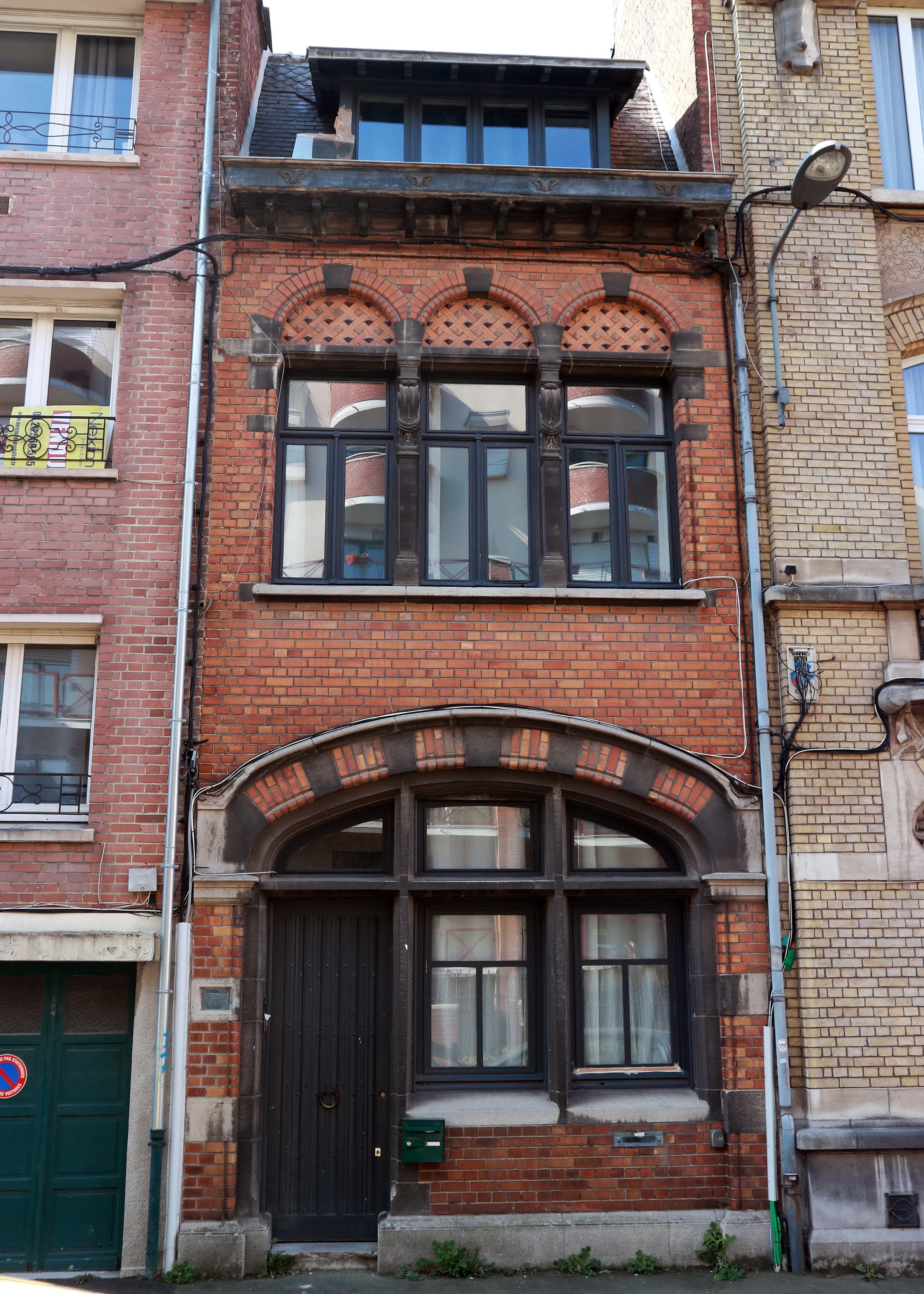
Maison rue Catel Béghin

## Liste de bâtiments
| Illustration                                                                                     | Nom                                  | Partie concernée                                               | Commune      | Quartier ou lieu-dit | Adresse                              | Remarques                                                          |
| ------------------------------------------------------------------------------------------------ | ------------------------------------ | -------------------------------------------------------------- | ------------ | -------------------- | ------------------------------------ | ------------------------------------------------------------------ |
|                                                                                                  | 56 rue du Général de Gaulle          | Rez-de-chaussée.                                               | La Madeleine |                      | 56 Rue du Général de Gaulle          |                                                                    |
|                                                                                                  | 5 Rue d'Angleterre                   | Façade arrière.                                                | Lille        | Vieux-Lille          | 5 Rue d'Angleterre, 59800 Lille      |                                                                    |
|                                                                                                  | 6 Rue des Arts                       | Façade arrière.                                                | Lille        | Lille-Centre         | 6 Rue des Arts                       |                                                                    |
|                                                                                                  | 8 Rue des Arts                       | Façade arrière.                                                | Lille        | Lille-Centre         | 8 Rue des Arts                       |                                                                    |
| Bâtiment de gauche.                                                                              | 1bis rue Benvignat                   |                                                                | Lille        | Vieux-Lille          | 1 Bis Rue Benvignat                  |                                                                    |
| Bâtiment du milieu.                                                                              | 3 rue Benvignat                      |                                                                | Lille        | Vieux-Lille          | 3 Rue Benvignat                      |                                                                    |
| Bâtiment de droite.                                                                              | 5 rue Benvignat                      |                                                                | Lille        | Vieux-Lille          | 5 Rue Benvignat                      |                                                                    |
|                                                                                                  | 7 rue des Brigittines                |                                                                | Lille        | Lille-Centre         | 7 Rue des Brigittines                |                                                                    |
| - n°10 façade côté rue - n°12 façade côté rue - n°12-16 façade côté rue - n°12-16 façade arrière | 10-16 rue des Brigittines            |                                                                | Lille        | Lille-Centre         | 10-16 Rue des Brigittines            | Ancien couvent des Brigittines. Bâtiments modifiés au XIXe siècle. |
|                                                                                                  | Bâtiment cour du Vacher              | Bâtiment cour du Vacher.                                       | Lille        | Vieux-Lille          | 68 Rue Léonard Danel                 |                                                                    |
|                                                                                                  | 43 rue Doudin                        |                                                                | Lille        | Vieux-Lille          | 43 Rue Doudin                        |                                                                    |
|                                                                                                  | 58 Rue Gustave Delory                | Façade arrière rue des Brigittines.                            | Lille        | Lille-Centre         | 58 Rue Gustave Delory                |                                                                    |
|                                                                                                  | Collège des Jésuites                 |                                                                | Lille        | Lille-Centre         | 12 Rue Jean Sans Peur                | Actuelle sous-préfecture.                                          |
|                                                                                                  | 14 rue Lepelletier                   | bâtiment sur la partie sud-ouest de la cour                    | Lille        | Vieux-Lille          | 14 Rue Lepelletier                   |                                                                    |
|                                                                                                  | 4 place Louise de Bettignies         |                                                                | Lille        | Vieux-Lille          | 4 Place Louise de Bettignies         |                                                                    |
|                                                                                                  | 19 place Louise de Bettignies        |                                                                | Lille        | Vieux-Lille          | 19 Place Louise de Bettignies        |                                                                    |
| Bâtiment de gauche.                                                                              | 21 place Louise de Bettignies        |                                                                | Lille        | Vieux-Lille          | 21 Place Louise de Bettignies        |                                                                    |
| Bâtiment de droite.                                                                              | 23 place Louise de Bettignies        |                                                                | Lille        | Vieux-Lille          | 23 Place Louise de Bettignies        |                                                                    |
|                                                                                                  | 24 place Louise de Bettignies        | Façade arrière.                                                | Lille        | Vieux-Lille          | 24 Place Louise de Bettignies        |                                                                    |
|                                                                                                  | 12-14 rue de la Monnaie              |                                                                | Lille        | Vieux-Lille          | 12-14 Rue de la Monnaie              |                                                                    |
|                                                                                                  | 40 rue de la Monnaie                 | façade nord rue Comtesse · rez-de-chaussée 1er et 2e étages    | Lille        | Vieux-Lille          | 40 Rue de la Monnaie                 |                                                                    |
|                                                                                                  | 126 passage Notre Dame de la Treille |                                                                | Lille        | Vieux-Lille          | 126 Passage Notre Dame de la Treille |                                                                    |
| Bâtiment de gauche.                                                                              | 7 place des Patiniers                |                                                                | Lille        | Vieux-Lille          | 7 Place des Patiniers                |                                                                    |
| Bâtiment de droite.                                                                              | 9 place des Patiniers                |                                                                | Lille        | Vieux-Lille          | 9 Place des Patiniers                |                                                                    |
| Bâtiment de droite.                                                                              | 20 place des Patiniers               |                                                                | Lille        | Vieux-Lille          | 20 Place des Patiniers               |                                                                    |
| Bâtiment de gauche.                                                                              | 22 place des Patiniers               |                                                                | Lille        | Vieux-Lille          | 22 Place des Patiniers               |                                                                    |
|                                                                                                  | 3 Avenue du Peuple Belge             | Façade arrière (îlot Comtesse).                                | Lille        | Vieux-Lille          | 3 Avenue du Peuple Belge             |                                                                    |
|                                                                                                  | Hospice Gantois maisons de louage    | Façades arrières et rue Malpart, bâtiments sur l'arrière cour. | Lille        | Lille-Centre         | 228-232 Rue Pierre Mauroy            |                                                                    |
|                                                                                                  | 2B rue du Pont Neuf                  | rez-de-chaussée                                                | Lille        | Vieux-Lille          | 2B Rue du Pont Neuf                  |                                                                    |
| Bâtiment de droite.                                                                              | 60 rue Princesse                     |                                                                | Lille        | Vieux-Lille          | 60 Rue Princesse                     |                                                                    |
| Bâtiment de gauche.                                                                              | 62 rue Princesse                     |                                                                | Lille        | Vieux-Lille          | 62 Rue Princesse                     |                                                                    |
|                                                                                                  | 64 rue Princesse                     | bâtiment sur la partie est de la cour                          | Lille        | Vieux-Lille          | 64 Rue Princesse                     |                                                                    |
|                                                                                                  | 80 rue Princesse                     |                                                                | Lille        | Vieux-Lille          | 80 Rue Princesse                     |                                                                    |
|                                                                                                  | 27 place des Reignaux                |                                                                | Lille        | Lille-Centre         | 27 Place des Reignaux                |                                                                    |
|                                                                                                  | 5 rue Saint-Jacques                  |                                                                | Lille        | Vieux-Lille          | 5 Rue Saint-Jacques                  |                                                                    |
|                                                                                                  | 2 rue Saint-Joseph                   |                                                                | Lille        | Vieux-Lille          | 2 Rue Saint-Joseph                   |                                                                    |
|                                                                                                  | 4 rue Saint-Joseph                   |                                                                | Lille        | Vieux-Lille          | 4 Rue Saint-Joseph                   |                                                                    |
|                                                                                                  | 6 rue Saint-Joseph                   |                                                                | Lille        | Vieux-Lille          | 6 Rue Saint-Joseph                   |                                                                    |
|                                                                                                  | 8 rue Saint-Joseph                   |                                                                | Lille        | Vieux-Lille          | 8 Rue Saint-Joseph                   |                                                                    |
|                                                                                                  | Maison du renard                     |                                                                | Lille        | Lille-Centre         | 8 Bis Parvis Saint-Maurice           |                                                                    |
| Bâtiment au centre                                                                               | Bâtiment cour du Vert Bois détruit   |                                                                | Lille        |                      | Cour du Vert Bois                    |                                                                    |
|                                                                                                  | Estaminet du Sabot National          |                                                                | Lille        | Lille-Centre         | 41-43 Rue du Vieux Faubourg          |                                                                    |
|                                                                                                  | 23-29 quai du Wault                  | rez-de-chaussée                                                | Lille        | Vieux-Lille          | 23-29 Quai du Wault                  |                                                                    |
|                                                                                                  | Hospice général de Tourcoing         | aile ouest                                                     | Tourcoing    |                      | 100 Rue de Tournai                   |                                                                    |